# Reprezentacja Anglii w koszykówce kobiet
Reprezentacja Anglii w koszykówce kobiet – drużyna, która reprezentuje Anglię w koszykówce kobiet. Za jej funkcjonowanie odpowiedzialny jest Angielski Związek Koszykówki.